# Tartasse
La Tartasse (Tartaça en occitan) est une rivière française qui coule dans les départements du Puy-de-Dôme et de l'Allier, en région Auvergne-Rhône-Alpes. C'est un affluent du Cher en rive droite, donc un sous-affluent de la Loire.

## Géographie
La Tartasse naît à La Crouzille dans le département du Puy-de-Dôme, et se dirige d'emblée vers l'ouest, direction qu'elle maintient tout au long de son parcours.
De 21,4 km de longueur, elle se jette dans le Cher (rive droite) à la sortie du bourg de Chambonchard (département de la Creuse) mais sur la commune de La Petite-Marche, dans le sud-ouest du département de l'Allier. Son bassin est entièrement situé dans la région fort bien arrosée des Combrailles.

### Communes traversées
Département du Puy-de-Dôme
- Ars-les-Favets, La Crouzille

Département de l'Allier
- Ronnet, Marcillat-en-Combraille, Saint-Marcel-en-Marcillat, La Petite-Marche

## Affluents
Deux affluents principaux :
- (D) Ruisseau du Puy Clavaud
- (G) Le Bouron, 21,4 km (à ne pas confondre avec le Boron, autre ruisseau local affluent direct du Cher et arrosant les communes de Pionsat (Puy-de-Dôme), Saint-Fargeol, Saint-Hilaire (Allier), Château-sur-Cher (Puy-de-Dôme) et Saint-Marcel-en-Marcillat (Allier).)

## Hydrologie
La Tartasse est une rivière assez bien fournie, comme la plupart des cours d'eau des Combrailles, le rebord nord-ouest du Massif central.

### La Tartasse à La Petite-Marche
Son débit a été observé durant une période de 12 ans (1997-2008) à La Petite-Marche, localité du département de l'Allier située au niveau de son confluent avec le Cher. Le bassin versant de la rivière y est de 130 km2, ce qui représente à peu près sa totalité.
Le module de la rivière à La Petite-Marche est de 1,13 m3/s.
La Tartasse présente des fluctuations saisonnières de débit moyennement marquées, et son régime peut être divisé en deux périodes. Les hautes eaux se déroulent en hiver et au printemps, durant une période de six mois débutant en décembre et se terminant en mai. Elle se caractérise par des débits mensuels moyens allant de 1,32 à 2,13 m3/s (avec un maximum en janvier). Les basses eaux ont lieu en été, de juillet à septembre inclus, et sont accompagnées d'une baisse du débit moyen mensuel allant jusqu'à 0,29 m3/s au mois de septembre, ce qui reste assez consistant pour une aussi petite rivière.

### Étiage ou basses eaux
À l'étiage, le VCN3 peut cependant chuter jusque 0,007 m3/s, en cas de période quinquennale sèche, soit 7 litres par seconde, ce qui est sévère, le cours d'eau étant alors réduit à un mince filet.

### Crues
Les crues peuvent être très importantes, caractéristique partagée par la plupart des cours d'eau du nord et du nord-ouest du Massif central. La série des débits de crue instantanés calculés (les QIX) n'a à ce jour pas été calculée, étant donné la trop courte période d'observation.
Le débit instantané maximal enregistré à La Petite-Marche durant la période d'observation, a été de 23,90 m3/s le 5 mai 2001, tandis que la valeur journalière maximale était de 15,9 m3/s le même jour.

### Lame d'eau et débit spécifique
Au total, la Tartasse est une rivière assez abondante. La lame d'eau écoulée dans son bassin versant est de 277 millimètres annuellement, ce qui reste toutefois inférieur à la moyenne d'ensemble de la France tous bassins confondus (320 millimètres par an), mais dépasse la moyenne du bassin de la Loire (245 millimètres par an). Le débit spécifique de la rivière (ou Qsp) affiche de ce fait le chiffre de 8,8 litres par seconde et par kilomètre carré de bassin.